# Harpactea abantia
Harpactea abantia är en spindelart som först beskrevs av Simon 1884.  Harpactea abantia ingår i släktet Harpactea och familjen ringögonspindlar.
Artens utbredningsområde är Grekland. Inga underarter finns listade i Catalogue of Life.